# Kloster Anhausen (Satteldorf)

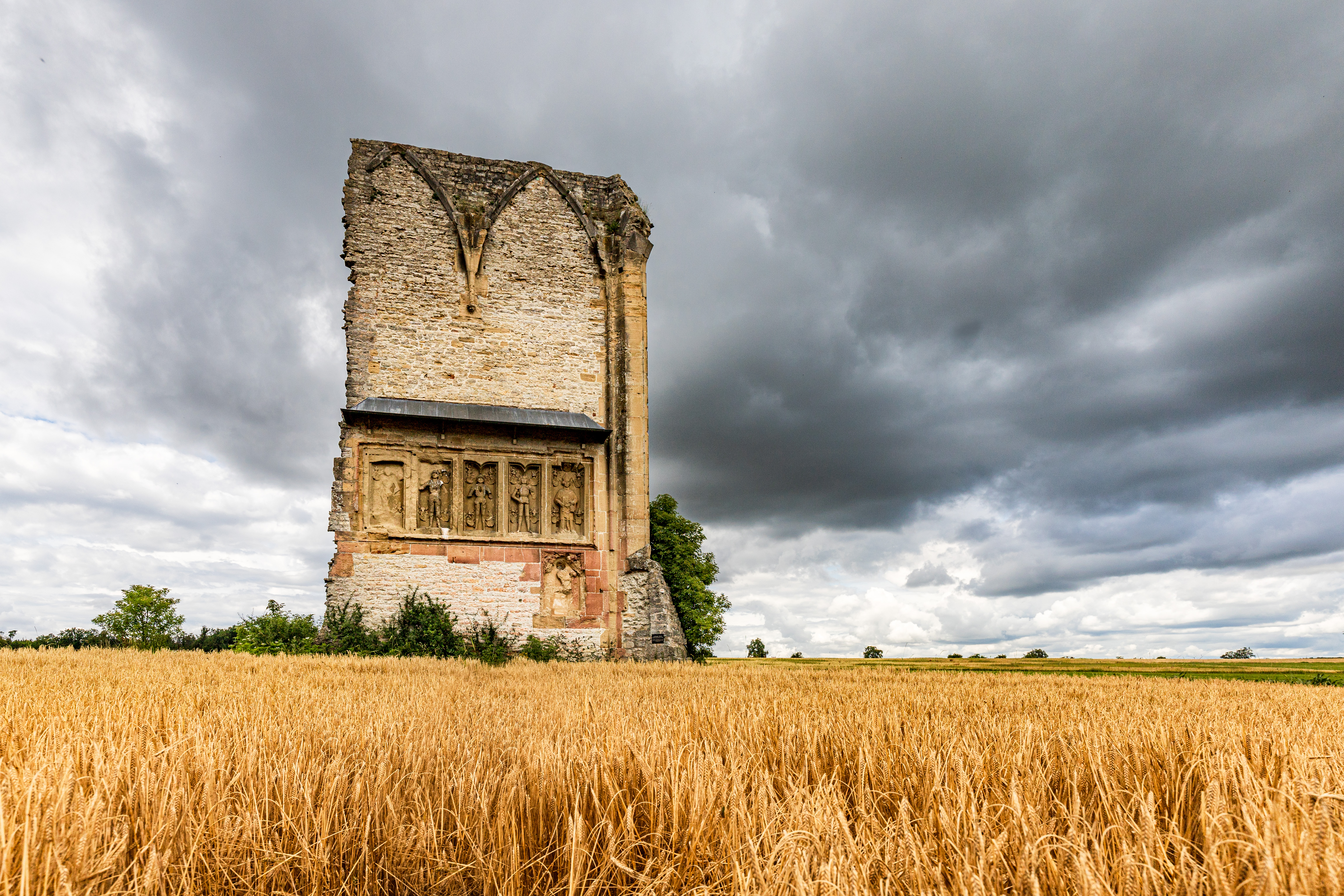
Anhäuser Mauer

Zeitgenössische Darstellung von 1818

Zeitgenössische Darstellung um 1840

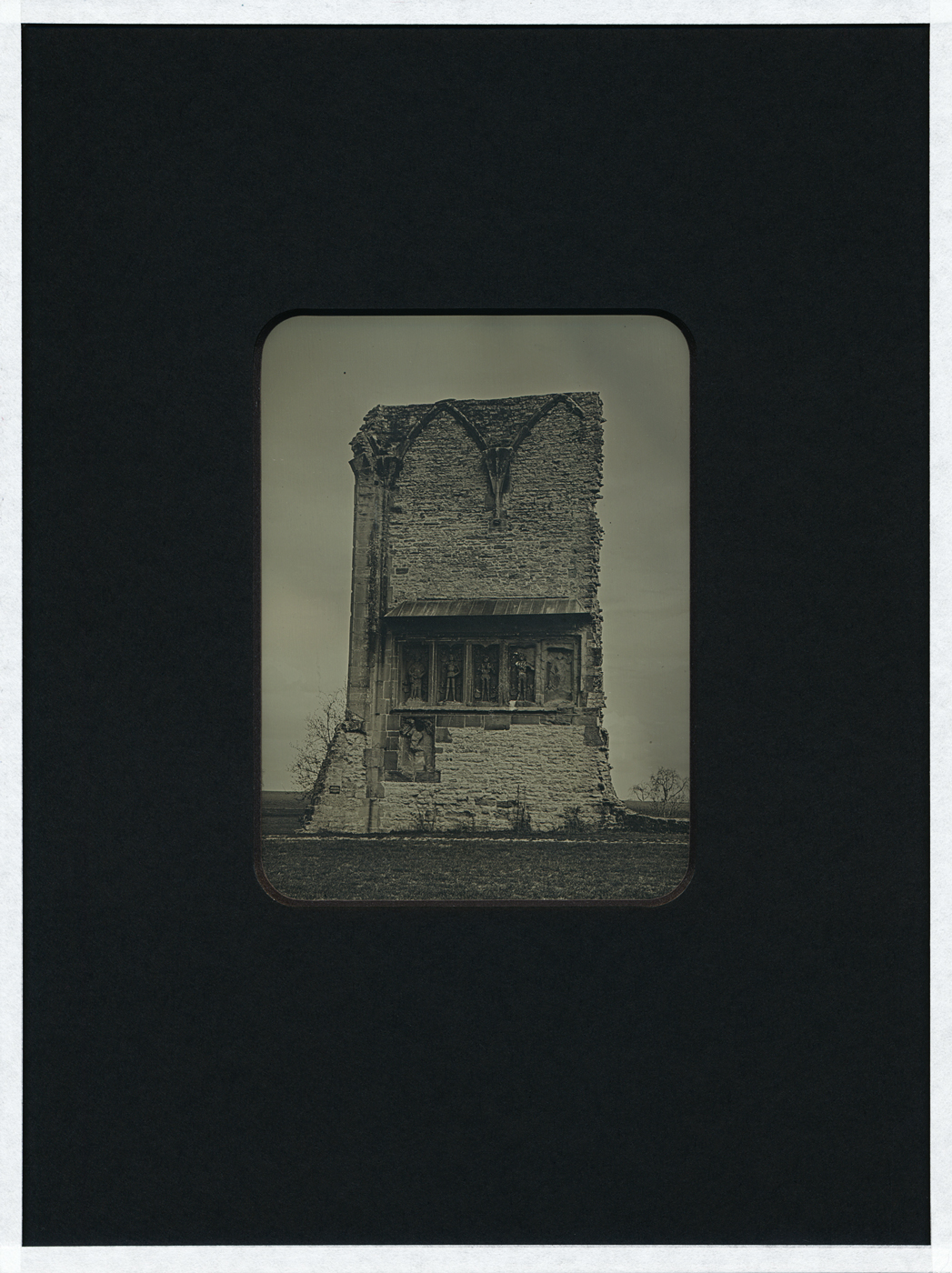
Daguerreotypie 4x5", 2019

Das Kloster Anhausen war ein Pauliner-Eremitenkloster auf dem heutigen Gemeindegebiet von Satteldorf im Landkreis Schwäbisch Hall in Baden-Württemberg. Heute ist vom ehemaligen Kloster nur noch eine rund 18 m hohe und 10 m lange freistehende Mauer vorhanden, die Anhäuser Mauer. Sie steht etwa 150 Meter östlich der Kreisstraße zwischen Bölgental und Wallhausen, nordwestlich von Gröningen.

## Vorgängerbauten
1344 wurde eine Marienkapelle in Anhausen erstmals erwähnt. 1357 ließ sie Lupold von Bebenburg in größerem Maßstab neu errichten. Seit 1359 wohnte der Einsiedler Bruder Konrad bei der Kapelle, der im Folgejahr die Trennung von der Pfarrkirche in Gröningen (heute Ortsteil von Satteldorf) erreichte. 1390 wurden unter dem Einsiedler Bruder Markward drei Altäre vom Würzburger Weihbischof geweiht.

## Geschichte des Klosters
1403 wurde anstelle der Einsiedelei von Hermann von Hornburg, seiner Mutter Barbara von Merkingen und Konrad von Bebenburg ein Kloster gestiftet, das den Pauliner Eremiten übergeben wurde. Die Klostergründung wurde 1404 durch den Bischof von Würzburg und 1418 durch Papst Martin V. in Konstanz bestätigt. Die Hornburger fungierten als Schutzherren des Klosters und stellten dessen Lebensfähigkeit durch zahlreiche Schenkungen sicher. Nach dem Aussterben der Hornburger wurden diese von den Bebenburgern abgelöst.
1436 wurde zur Vermehrung der Einkünfte vom Bischof von Würzburg die Pfarrei Wallhausen inkorporiert. Im Jahr 1445 brannte das Kloster ab, wurde in der Folge durch Georg von Bebenburg aber sofort wieder neu errichtet. 1469 schenkte Georg von Bebenburg dem Kloster die Pfarrei Oberasbach. 1480 wurde von Wilhelm von Crailsheim die sogenannte Crailsheimer Kapelle gestiftet, außerdem gab es im Süden der Anlage eine St.-Annen-Kapelle.

## Ende des Klosters
1504 wurden die Markgrafen von Ansbach zu Schutzherren des Klosters. Nachdem die Ansbacher die Reformation eingeführt hatten, untersagte 1528 Markgraf Georg die Aufnahme von Novizen in Anhausen, um das Kloster aussterben zu lassen. Nach dem Tod des letzten Priors Leonhard Löß wurde das Kloster 1557 schließlich aufgelöst und in einen Pachthof umgewandelt. Ab 1700 wurde die Anlage abgebrochen. Heute findet sich oberirdisch mit der Anhäuser Mauer nur noch die Nordwand der Crailsheimer Kapelle. Das Bewuchsbild, das sich bei Luftaufnahmen ergab, lässt darauf schließen, dass südlich des erhaltenen Mauerteils das Konventhaus, das Haus des Priors und Wirtschaftsgebäude lagen, deren Fundamente möglicherweise noch ausgegraben werden könnten.

## Epitaphe
In die noch heute stehende Mauer sind fünf Epitaphe für die Herren von Bebenburg eingelassen, die einen sehr unterschiedlichen Erhaltungsgrad haben. Die Epitaphe sind Erinnerungsbilder, die vermutlich von Wilhelm von Bebenburg (1496 bis 1502 Amtmann von Lobenhausen) angebracht wurden, und keine Grabplatten. Zumindest von Lupold von Bebenburg ist sicher, dass er nicht hier, sondern im Bamberger Dom begraben wurde. Jeweils in den Ecken sind ihre Wappen dargestellt.

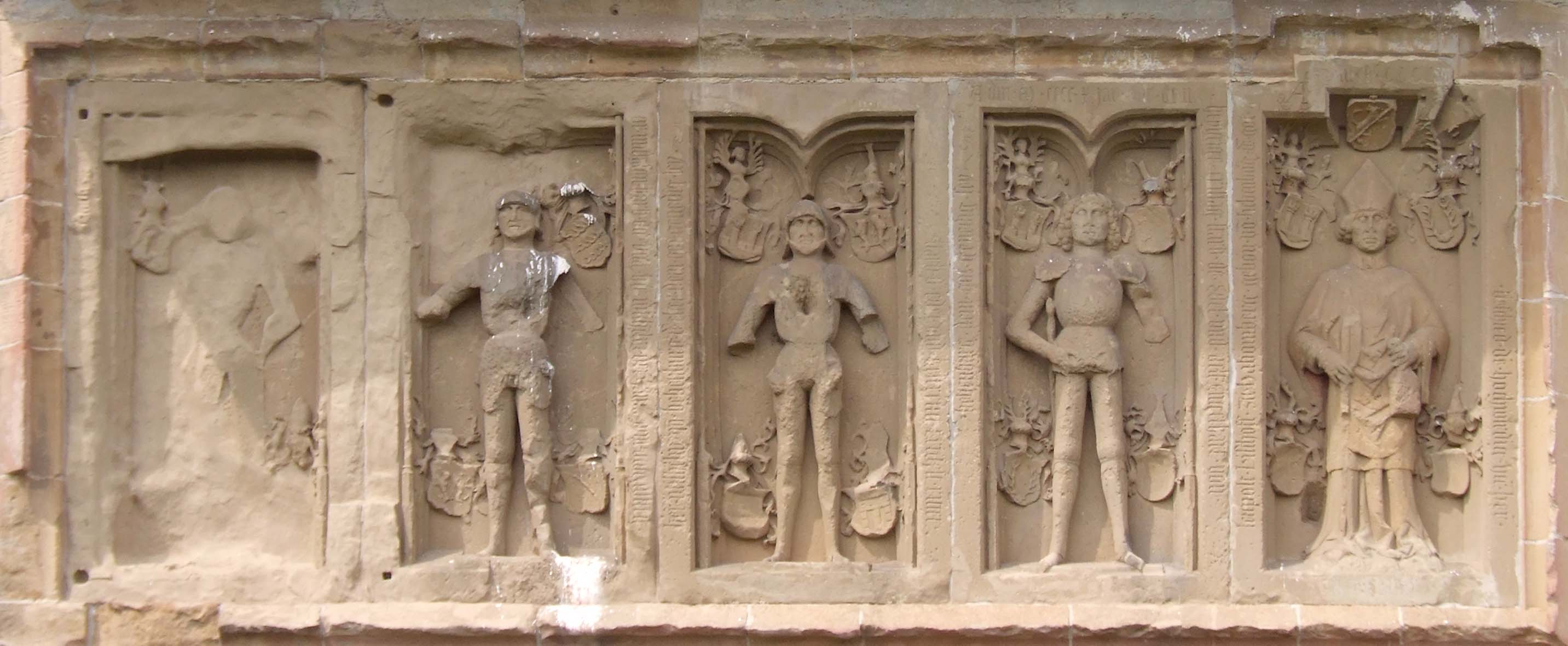
Die Epitaphe

Bei den Personen handelt es sich, von rechts nach links, um:
- Lupold von Bebenburg, gestorben am 28. Oktober 1363 in Bamberg.
- Engelhardt von Bebenburg, gestorben 1410
- Wilhelm der Ältere von Bebenburg, gestorben 1412
- Wilhelm der Jüngere von Bebenburg, gestorben 1416
- Georg (Jörg) von Bebenburg, gestorben 1472. Die Figur brach 1925 durch Witterungseinflüsse heraus. Dieses Ereignis war Anlass, das bis heute bestehende Schutzdach anzubringen.

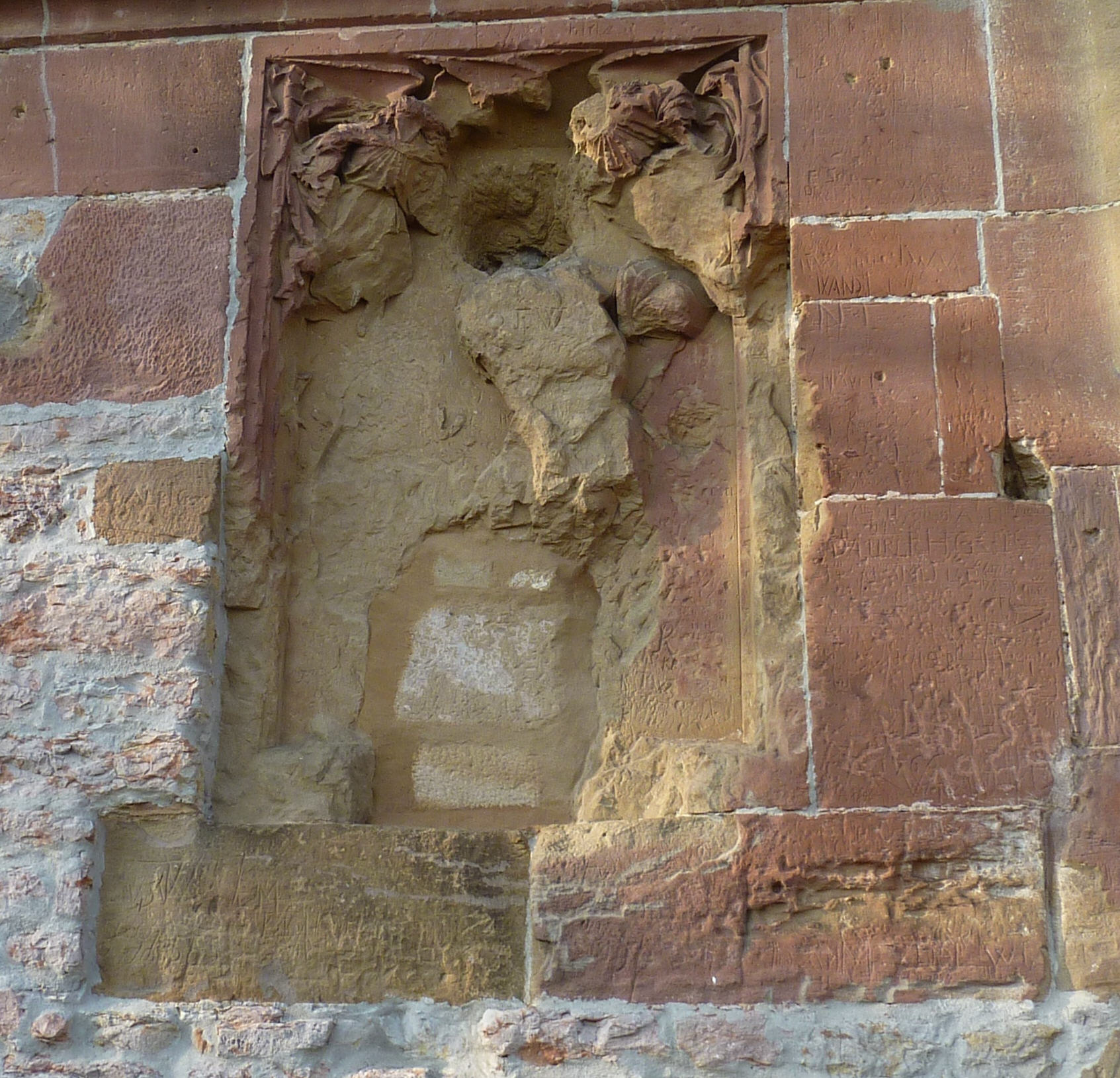
Zerstörtes Marienbild

Ein Bild der Jungfrau Maria unter der Reihe der Bebenburger ist inzwischen völlig zerstört.